# Distrito de Námestovo
El distrito de Námestovo (en eslovaco Okres Námestovo) es una unidad administrativa (okres) de Eslovaquia septentrional, situado en la región de Žilina. Hasta 1918, el distrito formaba parte del condado de Árva, una división administrativa del Reino de Hungría. Su capital es la ciudad de Námestovo.

## Demografía
| Año        | 1994   | 2004    | 2014    | 2024    |
| ---------- | ------ | ------- | ------- | ------- |
| Población  | 52 553 | 57 428  | 60 954  | 64 651  |
| Diferencia |        | +9,27 % | +6,13 % | +6,06 % |

| Año        | 2023   | 2024    |
| ---------- | ------ | ------- |
| Población  | 64 385 | 64 651  |
| Diferencia |        | +0,41 % |

## División administrativa
- Babín
- Beňadovo
- Bobrov
- Breza
- Hruštín
- Klin
- Krušetnica
- Lokca
- Lomná
- Mútne
- Novoť
- Oravská Jasenica
- Oravská Lesná
- Oravská Polhora
- Oravské Veselé
- Rabča
- Rabčice
- Sihelné
- Ťapešovo
- Vasiľov
- Vavrečka
- Zákamenné
- Zubrohlava